# Accrington Stanley FC
Accrington Stanley FC är en engelsk fotbollsklubb i Accrington, grundad 1968. Hemmamatcherna spelas på Wham Stadium. Smeknamnet är Stanley eller Accy Stanley.
En tidigare klubb med samma namn bildad 1891 var medlemmar av The Football League mellan 1921 och 1962 men lades ned 1966. Två år senare bildades dagens klubb.
2006 blev Stanley uppflyttade till The Football League efter att ha vunnit Conference National. Säsongen 2017/18 vann man fjärdedivisionen League Two och gick upp till League One.
Accrington Stanley ska inte förväxlas med Accrington FC, som var en av The Football Leagues tolv ursprungliga klubbar.

## Spelare

### Spelartrupp
| 1  | Danmark | Lukas Jensen | 18 mars 1999 | Burnley (-22)         |
| 40 | England | Toby Savin   | 4 maj 2001   | Crewe Alexandra (-17) |

| 2  | Wales                 | Mitchell Clark     | 13 mars 1999     | Leicester City (-21)    |
| 3  | Australien            | Jay Rich-Baghuelou | 22 oktober 1999  | Crystal Palace (-22)    |
| 5  | Wales                 | Ryan Astley        | 4 oktober 2001   | Everton (-22)           |
| 12 | Saint Kitts och Nevis | Michael Nottingham | 14 april 1989    | Blackpool (-20)         |
| 16 | England               | Harvey Rodgers     | 20 oktober 1996  | Fleetwood Town (-18)    |
| 21 | England               | Harry Perritt      | 16 februari 2001 | Accrington Stanley FC   |
| 25 | England               | Archie Procter     | 13 november 2001 | Wimbledon (-21)         |
| 34 | England               | Doug Tharme        | 17 augusti 1999  | Blackpool (-22)         |
| 35 | England               | Bailey Sloane      |                  | Clitheroe (-22)         |
| 50 | Portugal              | Baba Fernandes     | 7 mars 2000      | Nottingham Forest (-22) |

| 4  | Skottland  | Ethan Hamilton  | 18 oktober 1998   | Peterborough United (-21) |
| 6  | Nordirland | Liam Coyle      | 6 december 1999   | Liverpool (-21)           |
| 7  | England    | Shaun Whalley   | 7 augusti 1987    | Shrewsbury Town (-22)     |
| 8  | England    | Tommy Leigh     | 13 april 2000     | Bognor Regis Town (-21)   |
| 10 | England    | Joe Pritchard   | 10 september 1996 | Bolton Wanderers (-19)    |
| 11 | England    | Sean McConville | 6 mars 1989       | Chester (-15)             |
| 14 | England    | Rosaire Longelo | 20 oktober 1999   | Newcastle United (-22)    |
| 15 | Liberia    | Mo Sangare      | 28 december 1998  | Newcastle United (-22)    |
| 17 | England    | Jack Nolan      | 25 maj 2001       | Walsall (-21)             |
| 28 | Irland     | Seamus Conneely | 9 juli 1988       | Sligo Rovers (-15)        |
| 37 | Nordirland | David Morgan    | 4 juli 1994       | Southport (-21)           |

| 9  | England | Matt Lowe           | 11 mars 1996      | Brackley Town (-22)        |
| 19 | England | Korede Adedoyin     | 14 november 2000  | Sheffield Wednesday (-22)  |
| 24 | England | Joe Hardy           | 26 september 1998 | Liverpool (-21)            |
| 27 | Spanien | Alhagi Touray Sisay | 31 december 1999  | Haverfordwest County (-22) |
| 39 | England | Josh Woods          | 5 juli 2000       | Clay Brow (-21)            |

Not: Spelare i kursiv stil är inlånade.

## Meriter
- League Two: Mästare 2017/18
- Conference National: Mästare 2005/06
- Northern Premier League: Mästare 2002/03
- Northern Premier League Division One: Mästare 1999/00
- Cheshire County League Division 2: Mästare 1980/81
- Lancashire Combination: Mästare 1973/74, 1977/78